# 32013 Elkekersten
32013 Elkekersten este o planetă minoră (asteroid) din centura de asteroizi. A fost descoperită pe 24 aprilie 2000 la Stația Anderson Mesa de Lowell Observatory Near-Earth-Object Search. 
Obiectul prezintă o orbită caracterizată de o semiaxă mare de 2,4042366 UAi, o excentricitate de 0,15, o înclinație de 6,28194 ° în raport cu ecliptica.